# Педагогика
Педагогика (на гръцки: παιδαγωγική (педагогикѝ)) е социална наука, която изследва същността, закономерностите, тенденциите и перспективите на развитието на педагогическия процес. Тя е наука за обучението и образованието на детето и представлява съвкупност от научни познания, организирани в система и проверени в практиката. Тя е съвкупност от закономерности, принципи, методи, форми, средства и процедури за реализация на учебно-възпитателната дейност. Целта на педагогиката е с научни методи и средства, а така също и по пътя не експериментирането, да разработва теория за формирането на човешката личност. В контекста на учене цял живот (Life-long learning) се използва думата андрагогия за еквивалентния термин при възрастните.

## Историческа справка
Педагогическата дейност се свързва с понятието мъдрост и е неразделна част от развитието на цивилизацията. Педагогическата мисъл се заражда в древногръцката, древноизточната и средновековната теология и философия. За първи път е развита като наука в началото на XVII в. от английския философ Френсис Бейкън и закрепена като такава от чешкия педагог Ян Амос Коменски-Комениус. Научната педагогиката е сравнително млада наука и нейните научни основи и предмет поставя немския философ и психолог Йохан Фридрих Хербарт (Johann Friedrich Herbart) в първата половина на XIX век. През втората половина на XIX век започва период на разцвет и диференциация на педагогическата наука. Има голяма разлика във възгледите за педагогика и педология.
До началото на ХХ век в специализирания печат и педагогическите среди много остро се дискутира въпроса дали педагогиката е наука или изкуство. Спорът се разрешава като педагогиката твърдо се определя за наука, а педагогическата практика – възпитанието и обучението – се определят като изкуство, поради творческия характер, който съдържат.
Възпитанието и обучението се зараждат с развитието на човешкото общество. Обществената функция на възпитанието е да подготви децата за живота на възрастните – да получат необходимите знания умения и навици, да усвоят писаните и неписани правила на социалното общуване.

## Етимология
Педагогика, от гръцки παιδαγογια означава буквално „детеръководство“ или ръководство на детското развитие.
Основните дялове на педагогиката са: общи основи, теория на възпитанието и теория на обучението (дидактика). Според възрастта, за които се отнася, се дели на предучилищна, училищна и педагогика за възрастните (андрагогика).